# Ramiro Finco
Ramiro Finco (Buenos Aires, 10 gennaio 1992) è un rugbista a 15 e rugbista a 7 argentino, internazionale per l'Argentina nella specialità del rugby a 7.

## Biografia
Nativo di Buenos Aires, si formò nel Curupaytí, club dell'Unión de Rugby de Buenos Aires.
Nel 2012 venne selezionato nell'Argentina under 20 per disputare il campionato mondiale giovanile, dove la rappresentativa argentina si qualificò al quarto posto.
Nel 2013 venne selezionato nell'Argentina Jaguares ed entrò stabilmente nel gruppo della 
nazionale a 7 disputante le Sevens World Series fino al 2016, 
collezionando 57 presenze in 11 tornei internazionali.
Nel 2016 venne ingaggiato in Italia dal Viadana, dove rimase per due stagioni; nel 2019, dopo un anno trascorso nel Paese d'origine, tornò nuovamente a Viadana.

## Palmarès
- Trofei Eccellenza : 1
Viadana: 2016-17